# スティーヴン・コール・クリーネ
スティーヴン・コール・クリーネ（Stephen Cole Kleene, 1909年1月5日 - 1994年1月25日）は、アメリカの数学者。ウィスコンシン大学マディソン校に勤め、その業績は計算機科学の理論的な基礎を築くのに貢献した。クリーネは、正規表現の発明や、アロンゾ・チャーチ、クルト・ゲーデル、アラン・チューリング、エミール・ポストらと共に帰納的関数論という数理論理学の一分野を創始したことで知られる。クリーネ代数、クリーネ閉包、クリーネの再帰定理、クリーネ不動点定理の由来になっている。クリーネはまたライツェン・エヒベルトゥス・ヤン・ブラウワーが創始した直観主義に貢献した。
クリーネは自分の姓をクレーニ（['kleɪni]（IPA））と発音していた。英語圏ではクリーニ（['kli:ni]）、クリーン（[kli:n]）などと誤読されることが多く、日本ではクリーネの表記が一般的になってしまっている。
その数理論理学における傑出した業績は、英語圏の論理学者の間に、"Cleanliness is next to godliness"「清潔さは信心深さに次ぐ」をもじって"Kleeneliness is next to Gödeliness"という格言があることにも表れている。

## 略歴
クリーネはアメリカコネチカット州ハートフォードで生まれた。1930年、アマースト大学で文学士号を取得。1930年から1935年にかけてプリンストン大学に院生兼研究助手として在籍し、アロンゾ・チャーチのもとで数学博士号を得た。論文のタイトルは「形式論理における非負整数の理論」。1935年、講師としてウィスコンシン大学マディソン校数学科に入り、1937年に助教授となった。
1939年から1940年まで、プリンストン高等研究所の客員研究員をし、自らのライフワークとなる帰納的関数論の基礎を築いた。1941年、アマースト大に戻り、数学科準教授になった。
第二次世界大戦の間、クリーネはアメリカ海軍少佐の任にあった。まずニューヨークの合衆国海軍予備役士官学校の航海術教官となり、それからワシントンD.C.の海軍研究所で計画責任者となった。
1946年、ウィスコンシン大に戻り、1948年教授となる。1962年から翌年、数学科およびコンピュータ科学科長、1969年から1974年、文理学部長。1964年には、数学科のサイラス・コルトン・マクドゥフィー教授職に指名された。1979年、退職。
熱心な登山家として、クリーネは自然と環境に多大な関心を示し、自然保護運動の訴訟にも活動的であった。クリーネはまた、幾つかの学術機関で指導的立場を果たした。1956年から1958年まで記号論理学会会長。1961年、国際科学史科学哲学連合会長。ウィスコンシン州マディソンで死去。

## 主要な著作
- Introduction to Metamathematics D. Van Nostrand (1952)
- Mathematical Logic John Wiley (1967).  Dover paperback reprint ca. 2001.
- Representation of Events in Nerve Nets and Finite Automata in Automata Studies (1956) eds. C. Shannon and J. McCarthy.